# Hostiusz Hostyliusz
Hostus Hostilius – legendarna postać z czasów wczesnego królewskiego Rzymu. 
Żył w czasach panowania Romulusa. Brał udział w starciu z Sabinami, gdy ci zaatakowali Rzym po porwaniu Sabinek. Zginął w bitwie.
Jego wnukiem miał być Tullus Hostiliusz, trzeci król Rzymu.